# Фивы Гипоплакийские

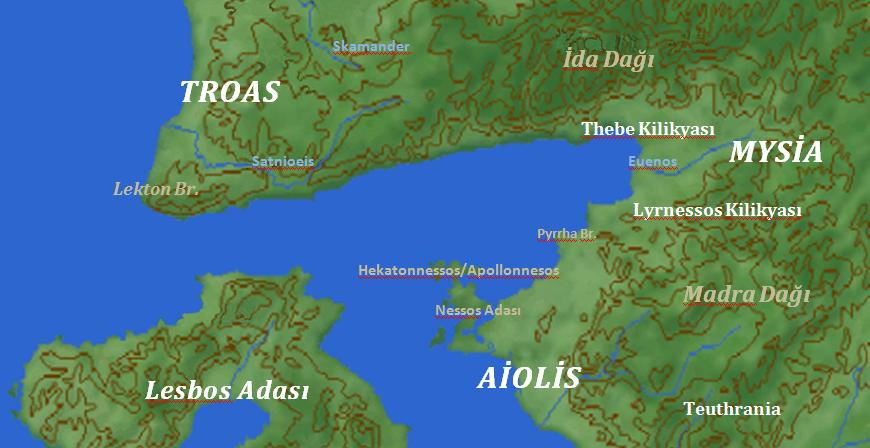
Фивы Гипоплакийские, расположенные в глубине Эдремитского залива.

Фивы Гипоплакийские (др.-греч. Ὑποπλακίη Θήβη), также известные Киликийские Фивы, — город в древней Анатолии. Он также имел и другие названия, так или иначе связанные с расположением города у подножия горы Плакус.

## География
Согласно Страбону Фивы Гипоплакийские находились в 60 стадиях от Адрамитиона. Помпоний Мела писал, что город располагался между Адрамитионом и Кисфеной. Йозеф Штаубер поместил его в Паша-Даге, в 2 км к северо-востоку от Эдремита (ил Балыкесир), однако в другой предыдущей своей публикации он отмечал его в Кючук-Чал-Тепе. Редакторы баррингтонского «Атласа греческого и римского мира» обозначали Фивы Гипоплакийские на участке в 1,6 км к северо-востоку от Эдремита.
Страбон поместил Фивы и Лирнесс «в то, что позже было названо Фиванской равниной». Он отмечал плодородие и богатство этой равнины, что также делали Геродот, Ксенофонт, Полибий и Тит Ливий. Историки, такие как Уолтер Лиф, размышляли о его местоположении, но не смогли идентифицировать ни равнину, ни город. Страбон, не уточняя времени, написал, что из-за своего плодородия Фиванская равнина оспаривалась мисийцами и лидийцами, а позже греками, которые колонизировали её, прибыв из Эолиды и с острова Лесбос. Кроме того, он сообщал, что в его время, во II веке, равнина была занята народом Адрамитиона.
В трудах некоторых древнегреческих авторов город назывался по-разному: Ὑποπλάκιος Θήβη, Θήβη, Θήβαι, Θήβα Πλακία и Θῆβε.
Единственные упоминания в архаический и классический периоды о Фивах как о полисе (городе-государстве), связаны с гомеровской традицией. Однако, Квинт Курций Руф относился к Фивам как к «городу» в контексте IV века до н. э.

## История
Геродот упомянул Фивы Гипоплакийские в отрывке из главы своего повествования о Греко-персидской войне. Он писал, что армия ахеменидского царя Ксеркса I, направлявшаяся для вторжения в континентальную Грецию, шла из Лидии к реке Каику и области Мисия, через территорию Атарнея к городу Карены, и после прохождения его войска поднялись по побережью на север, затем двинулись на северо-восток по прибрежному маршруту, который огибал Синус Адрамитиона, пока не достигли Адрамитиона, города, расположенного на плодородной равнине Фив.
В IV веке до н. э. фиванцы чеканили бронзовые монеты, на которых были надписи «ΘΗΒ» или «ΘΗΒΑ».

## Мифология
Согласно одному мифу город Фивы Гипоплакийские был основан героем Гераклом после разграбления им Трои во время правления царя Лаомедонта и назван в честь места его рождения — Фив в Беотии. Во время Троянской войны Фивы Гипоплакийские находилась в руках народа, известного как киликийцы, и управлялась царём Ээтионом. Его дочь Андромаха была выдана замуж за Гектора, сына троянского царя Приама. Ахейцы под предводительством Ахилла разграбили город во время последней части войны, убили царя Ээтиона, его жену и сыновей. Они также похитили нескольких женщин, в том числе Хрисеиду, которая стала наложницей Агамемнона. Отец Хрисеиды пытался выкупить свою дочь, что занимает значимое место в сюжете гомеровской «Илиады». Один из коней Ахилла, Педас, также происходил из Фив Гипоплакийских.